# العوينات (ليبيا)
العوينات (أو سردليس) هي واحة في جنوب غرب ليبيا. تقع إلى غرب أوباري بحوالي 250 كم، وإلى الشمال من غات بحوالي 120 كم. وتعني سردليس في لغة الطوارق (العيون الصغيرة)، وكان يتواجد في المنطقة عام 1934 ثمان وعشرون عيناً، وبذلك فإن لفظ العوينات على الأرجح ليس إلاّ تعريب للفظ سردليس.
وهي مدينة جميلة تمتاز بجمال الطبيعة الخلابة ومعظم سكانها من الطورق وهي مدينة سياحية تقع بالقرب من جبال أكاكوس التاريخية ومنطقة تادرارت وتعنى الصخور والجبال المكان الدى استكشف به اقدم ممياء بشمال افريقيا وهي الآن موجودة بالعاصمة طرابلس بالسراية الحمراء.
تم اكتشاف بعض الآثار ترجع للعصر الحجري الحديث متمثلة في رسومات عربات تجرها الجياد كتلك التي ذكرها هيرودوت عن الجرمنت في أقليم فزان وهذا دليل يشير إلى أن استخدام تلك العربات كان قديمًا جداً لدى القبائل الليبية ويشير أيضا لوجود اتصال كبير بين تلك القبائل. تعد العوينات بوابة لجبال أكاكوس.

## صور متنوعة

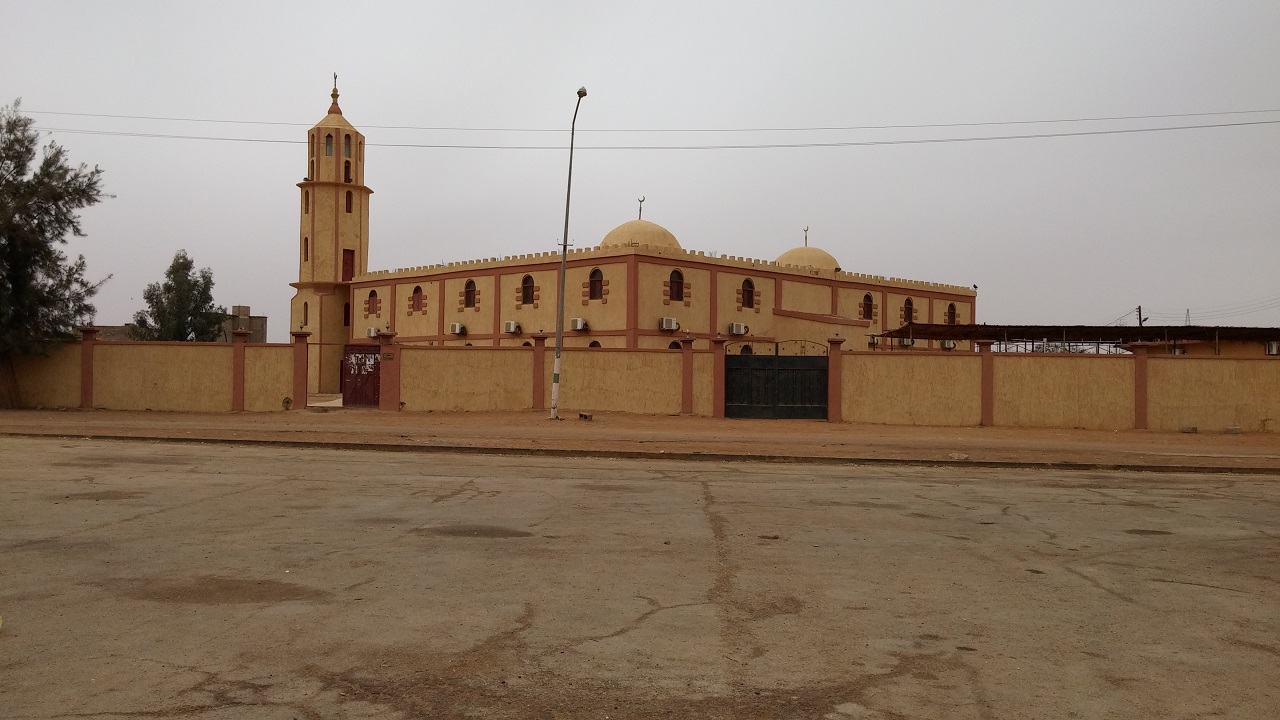
مسجد سيدي أبوصلاح
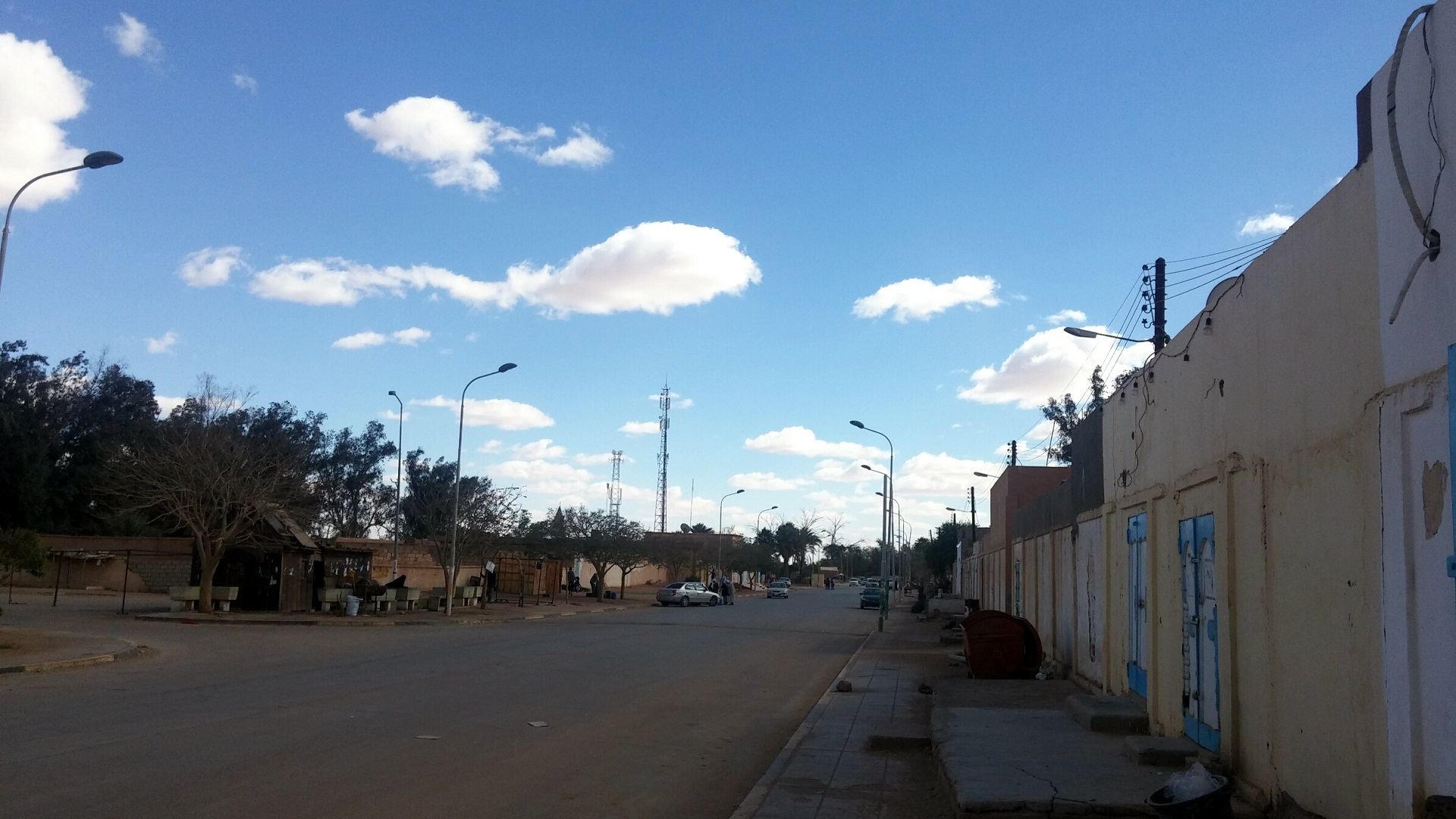
صورة مقابل ساحة السوداء
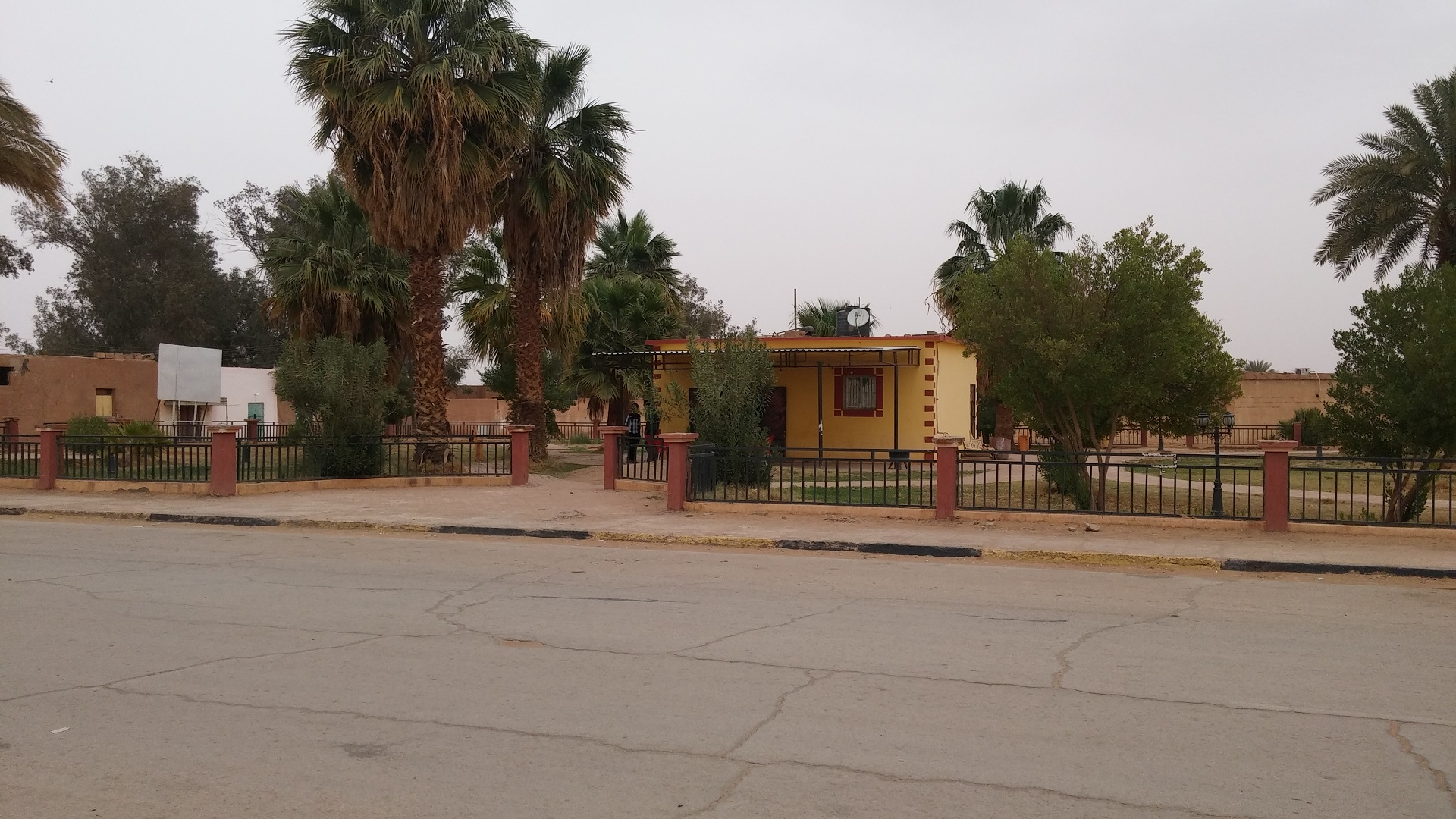
صورة مقابل مطعم الحديقة